# Commissario europeo per l'energia
Il commissario europeo per l'energia è un membro della Commissione europea. Attualmente il ruolo è ricoperto dal danese Dan Jørgensen.

## Competenze
Il commissario è responsabile della politica energetica dell'Unione europea e delle questioni riguardanti l'energia nucleare e l'Euratom.
Negli ultimi anni è stato il commissario per l'energia ad occuparsi delle tensioni tra la Russia e l'Ucraina per le forniture di gas e delle loro ripercussioni sull'approvvigionamento energetico dell'Unione Europea. Il commissario per l'energia si occupa inoltre della promozione delle fonti di energia rinnovabile e sostenibile dal punto di vista ambientale e climatico
Con il graduale sviluppo della politica energetica europea e la crescente importanza geopolitica, economica ed ambientale delle questioni energetiche tale incarico ha assunto sempre maggiore importanza all'interno della Commissione europea. Fino al 2004 la delega all'energia era sempre combinata con altre deleghe, ma la sua importanza crescente ha fatto sì che a partire dalla Commissione Barroso I vi fosse un commissario che si occupasse solamente di energia.
Al Commissario per l'energia fa capo la Direzione generale per l'energia della Commissione europea, attualmente diretta dal britannico Philip Lowe.

## Il commissario attuale
A partire dal 1º dicembre 2024 il ruolo è ricoperto da Dan Jørgensen, nell'ambito della Commissione von der Leyen II. Jørgensen è di nazionalità danese ed è un'esponente dei Socialdemocratici e dunque del PSE.

## Cronologia
|    | Commissario             | Nazionalità    | Commissione                                                  | Durata           | Incarico                                                          |
| -- | ----------------------- | -------------- | ------------------------------------------------------------ | ---------------- | ----------------------------------------------------------------- |
| 1  | Wilhelm Haferkamp       | Germania Ovest | Commissione Rey, Commissione Malfatti e Commissione Mansholt | 1967 - 1973      | Tassazione ed Energia                                             |
| 2  | Henri François Simonet  | Belgio         | Commissione Ortoli                                           | 1973 - 1977      | Tassazione ed Energia                                             |
| 3  | Guido Brunner           | Germania Ovest | Commissione Jenkins                                          | 1977 - 1981      | Energia, Ricerca e Scienza                                        |
| 4  | Étienne Davignon        | Belgio         | Commissione Thorn                                            | 1981 - 1985      | Affari Industriali ed Energia                                     |
| 5  | Nicolas Mosar           | Lussemburgo    | Commissione Delors I                                         | 1985 - 1989      | Energia ed Euratom                                                |
| 6  | Antonio Cardoso e Cunha | Portogallo     | Commissione Delors II                                        | 1989 - 1993      | Energia, Piccole Aziende, Personale, Amministrazione e Traduzione |
| 7  | Abel Matutes            | Spagna         | Commissione Delors III                                       | 1993 - 1995      | Energia e Turismo                                                 |
| 8  | Christos Papoutsis      | Grecia         | Commissione Santer                                           | 1995 - 1999      | Energia e Turismo                                                 |
| 9  | Loyola de Palacio       | Spagna         | Commissione Prodi                                            | 1999 - 2004      | Energia e Trasporti                                               |
| 10 | Andris Piebalgs         | Lettonia       | Commissione Barroso I                                        | 2004 - 2010      | Energia                                                           |
| 11 | Günther Oettinger       | Germania       | Commissione Barroso II                                       | 2010 - 2014      | Energia                                                           |
| 12 | Maroš Šefčovič          | Slovacchia     | Commissione Juncker                                          | 2014 - 2019      | Unione energetica                                                 |
| 13 | Miguel Arias Cañete     | Spagna         | Commissione Juncker                                          | 2014 - 2019      | Energia                                                           |
| 14 | Kadri Simson            | Estonia        | Commissione von der Leyen I                                  | 2019 - 2024      | Energia                                                           |
| 15 | Dan Jørgensen           | Danimarca      | Commissione von der Leyen II                                 | 2024 - in carica | Energia e Politiche abitative                                     |